# 博皮 (热尔省)
博皮（法語：Beaupuy，法語發音：[bopɥi]）是法国热尔省的一个市镇，属于欧什区。

## 地理
博皮（43°38'39"N, 1°0'18"E）面积6.54 平方千米，位于法国奧克西塔尼大區热尔省，该省份为法国西南部内陆省份，北起顺时针与洛特-加龙省、塔恩-加龙省、上加龙省、上比利牛斯省、大西洋比利牛斯省和朗德省接壤。
与博皮接壤的市镇（或旧市镇、城区）包括：蒙布兰、克莱蒙萨韦斯、利勒茹尔丹、拉藏格、罗克洛尔圣欧班。

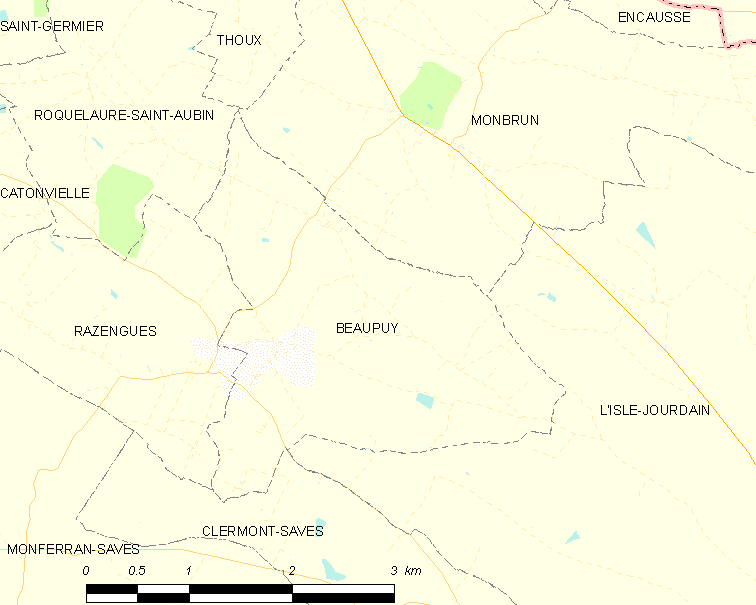
的OSM定位图

博皮的时区为UTC+01:00、UTC+02:00（夏令时）。

## 行政
博皮的邮政编码为32600，INSEE市镇编码为32038。

## 政治
博皮所属的省级选区为日莫讷-阿拉茨县。

## 人口

1962-2008年间人口变化图示

博皮于2022年1月1日时的人口数量为212人。